# Leo Burnett Building
Leo Burnett Building je postmoderní mrakodrap v Chicagu stojící v ulici West Wacker Drive. Má 46 podlaží a výšku 193,6 metrů. Byl dokončen v roce 1989 podle společného projektu společností [Kevin Roch/John Dinkeloo & Associates a Shaw & Associates.